# دانشگاه صنعتی شیامن
دانشگاه صنعتی شیامن (XMUT; Chinese) یک دانشگاه دولتی استانی است که در شیامن، استان فوجیان، چین واقع شده‌است. این دانشگاه یک سرمایه‌گذاری مشترک به نام کالج نوآوری دیجیتال با دانشگاه‌های مینگ چوان ایجاد کرده‌است.